# Rennemoulin
Rennemoulin è un comune francese di 126 abitanti situato nel dipartimento degli Yvelines nella regione dell'Île-de-France.
Il territorio comunale è bagnato dalle acque del Ru de Gally.

## Società

### Evoluzione demografica
Abitanti censiti